# Hippolyte De La Rue
Hippolyte Ferdinand (Frank) De La Rue (13 de Março de 1891 – 18 de Maio de 1977) foi um militar australiano que serviu na Real Força Aérea Australiana. Piloto do Royal Naval Air Service durante a Primeira Guerra Mundial, foi-lhe dado em 1918 o comando do Esquadrão N.º 223 da recém-formada Real Força Aérea. No ano seguinte, comandou o Esquadrão N.º 270 da RAF, no Egipto. Voltando à Austrália, juntou-se à Real Força Aérea Australiana em 1921. Especializado em aviação naval, liderou as formações de hidroaviões durante os anos 20 e 30.
Em 1933, foi nomeado comandante da Escola de Treino de Voo N.º 1. Em 1938 tornou-se comandante da Base aérea de Richmond. Na Segunda Guerra Mundial, desempenhou funções de chefia e comando. Retirou-se da RAAF em 1946, reformando-se.